# Provincia Ferrara
Ferrara este o provincie în regiunea Emilia-Romagna în Italia.